# 傑羅尼莫
傑羅尼莫（Geronimo，梅斯卡萊羅語–奇里卡瓦語：Goyaałé，1829年6月16日—1909年2月17日）是阿帕契族貝當可黑（Bedonkohe）部落的一名傑出領袖和巫醫，也是一名傳奇戰士。他曾率領阿帕契族人抵抗美國與墨西哥，被視為民族英雄，於1886年歸順美國。
雖然傑羅尼莫並不是貝當可黑部落的酋長:38:1–2，但因為他善战而擁有優秀的領軍能力，一直以來都有30到50名阿帕契族人追隨他，使他率領的人數常常超越了他原本的酋長。

## 名字
傑羅尼莫的本名是Goyaałé，在梅斯卡萊羅語─奇里卡瓦語中的意思是「打呵欠的人」。「傑羅尼莫」這個稱呼是出自西班牙文，至於由來有許多說法，一種說法是與他爭戰的西班牙士兵念錯了他名字的拼音，另一種說法是遇襲的西班牙士兵高喊聖傑羅姆（Jerome）之名以請求協助。
在阿帕契族的傳統中，真名是神聖的，不能隨便讓外人知道，只能告訴自己的親人。此外，阿帕契族也有在一生中多次改變名字的習俗，因此「傑羅尼莫」也可以算是他的真實姓名之一，傑羅尼莫本人也會以此自稱。

## 背景
阿帕契族是數個文化上有關連的美國原住民部族的一個總稱，大致上能再細分成幾個族群──西阿帕契、奇里卡瓦、梅斯卡萊羅、吉卡里拉、利攀和平原阿帕契（原名凱歐瓦阿帕契）。
傑羅尼莫所屬的貝當可黑部落是奇里卡瓦（Chiricahua）的一份子，奇里卡瓦是一群位置鄰近的阿帕契族部落的統稱，有時會被當作一個部落看待，但嚴格來說，奇里卡瓦並非是一個政治實體，而是關係較緊密的一群部落。
自1848年美墨戰爭結束後，美國人在阿帕契族的土地上定居，自此起阿帕契族便與美國有著一段漫長的衝突期，傑羅尼莫的襲擊與相關作戰行動也是此衝突期的一部分。在延續了幾世紀的阿帕契–墨西哥衝突和阿帕契–美國衝突中，襲擊已經成為了阿帕契人生活中的一部分，除了戰略上的目的之外，襲擊活動也關係到他們的經濟產業。史學家安琪·迪博便指出：「阿帕契人被趕入山區，襲擊那些定居的社區成為了他們的生活方式，這就像是蒐集漿果或獵鹿那樣的合法產業。」奇里卡瓦人有著名為「需要」的正當襲擊理由，但也並不侷限於需要，它也可以被合理化成戰爭行動，畢竟他們一直都有著復仇的理由。襲擊的範圍從盜竊牲畜和其他劫掠行為，到俘虜並（或）殺害受害者，有時也會拷打、虐待他們。作為對阿帕契人的報復性襲擊的反擊，墨西哥人和美國人也會進行報復舉動，這些報復也很暴力，而且很少受限於對象的年齡成年與否。襲擊與報復使得阿帕契–墨西哥以及後來的阿帕契–美國之間來回反覆地發生激烈的復仇戰爭。

## 生平

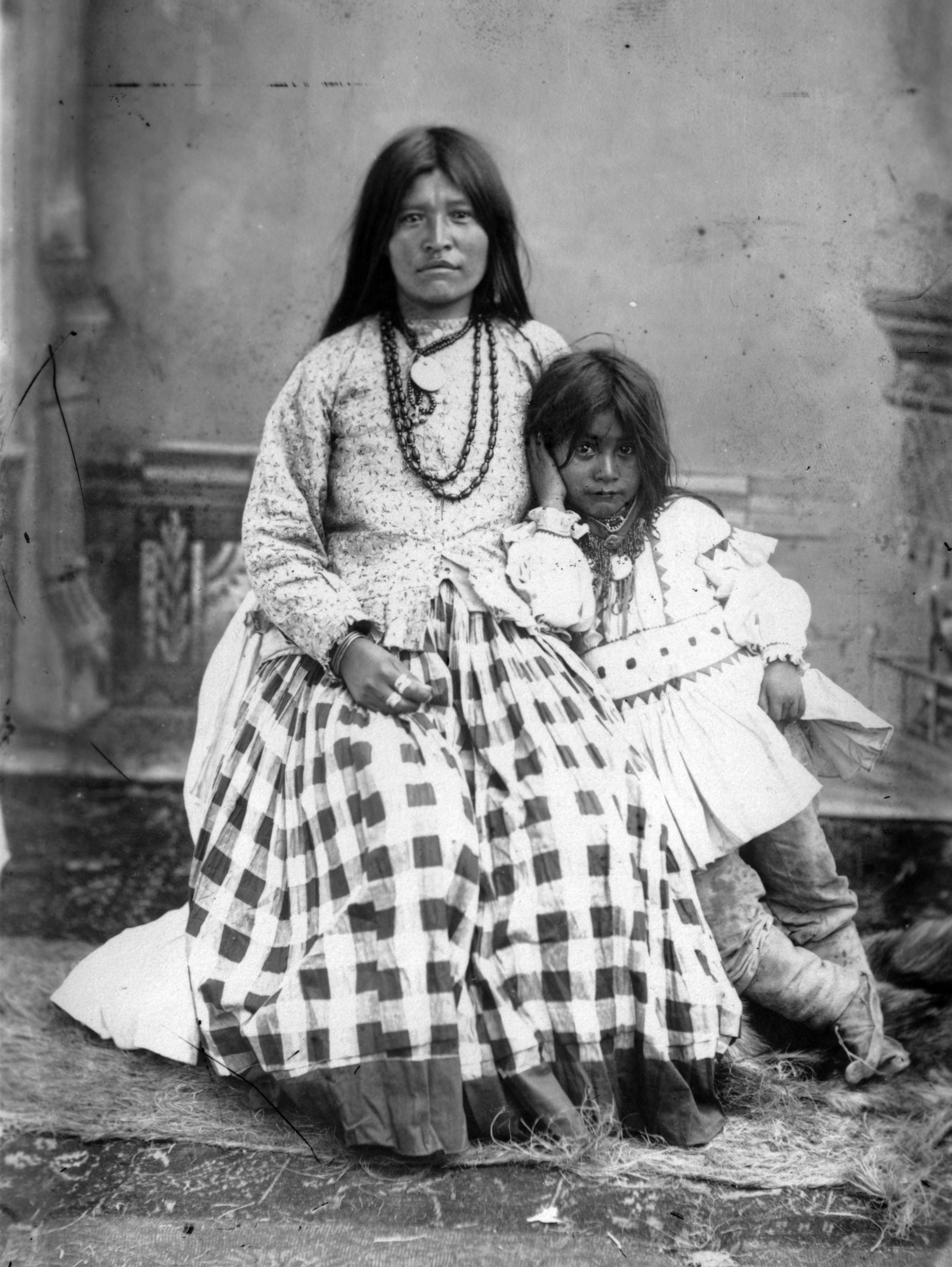
傑羅尼莫之妻，塔-愛姿-絲拉斯，以及其子

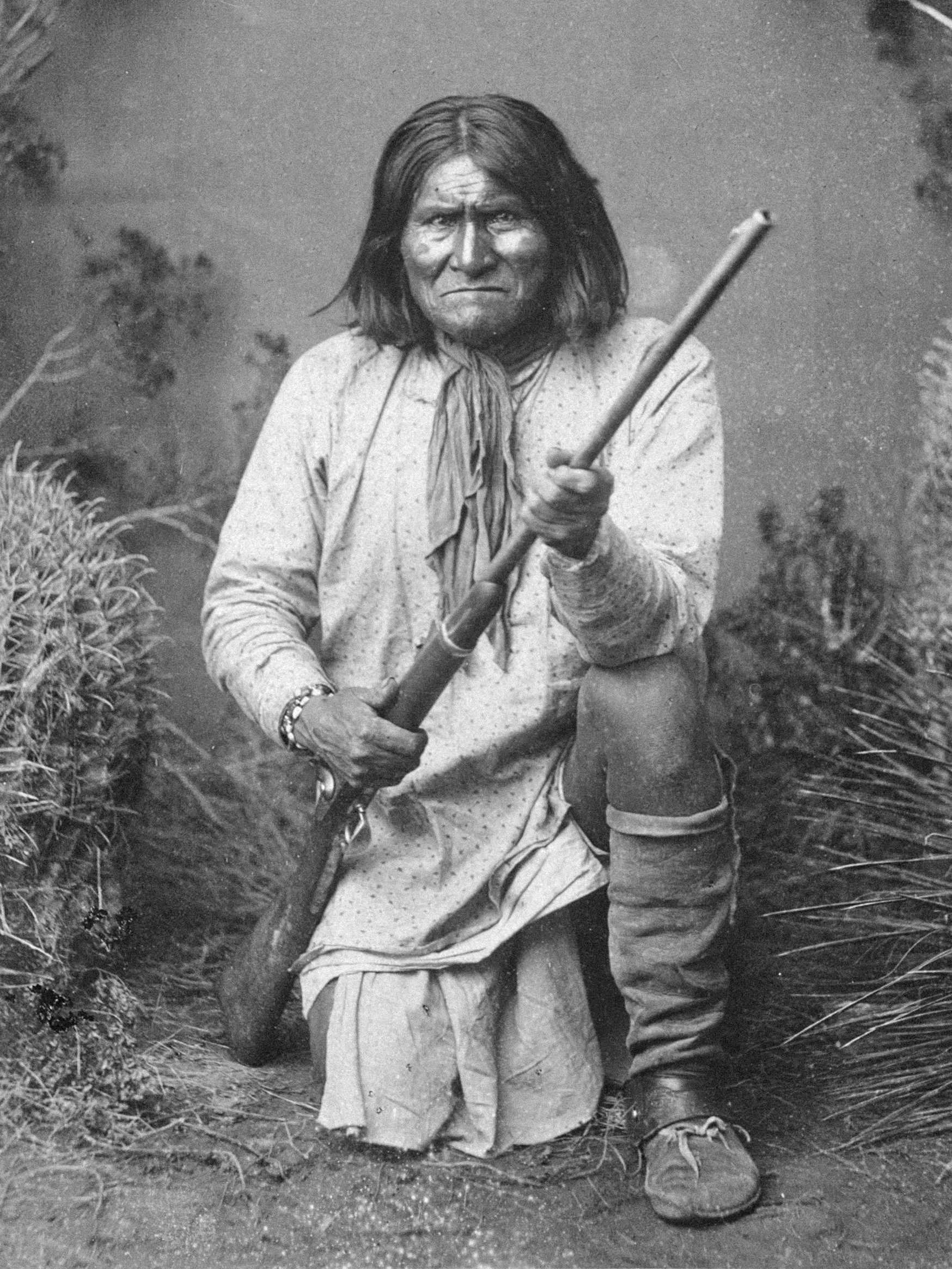
拿著獵槍的傑羅尼莫，1887年拍攝，此時約58歲

傑羅尼莫在阿帕契的貝當可黑部落中出生，這個部落位於土耳其溪附近，土耳其溪在現今是新墨西哥州希拉河的一條支流。他的祖父馬寇（Mahko）曾是貝當可黑部落的酋長。傑羅尼莫有三個兄弟和四個姊妹。
在傑羅尼莫的父親去世之後，母親將他帶到鄰近的雀亨嗲（Tchihende）部落居住。傑羅尼莫17歲時，和年海（Nednhi）部落中一名叫做阿洛珀（Alope）的女人結婚，她是九名妻子中的第一個，兩人育有三個孩子。1851年3月5號，從索諾拉州來的400名墨西哥士兵襲擊了傑羅尼莫的營地，當時阿帕契人們正忙著在市集交易 。罹難者中有傑羅尼莫的母親、妻子和三個孩子，失去親人的悲痛導致傑羅尼莫在他的餘生中持續憎恨所有的墨西哥人，他和他的追隨者經常會襲擊並殺死他們遇到的任何一個墨西哥人。
貝當可黑部落的酋長曼加斯·科洛拉達斯（Mangas Coloradas）將傑羅尼莫送到了科奇斯酋長的部落，幫助他對墨西哥人進行復仇，「傑羅尼莫」之名就是在這個時期出現。在1850到1886年間，傑羅尼莫與其他三個奇里卡瓦的阿帕契部落──雀亨嗲、索岢能嗲（Tsokanende）與年海──一同在墨西哥北部的契瓦瓦州與索諾拉州，和美國西南部的新墨西哥州與亞利桑那州的領土上，多次襲擊並抵抗美國和墨西哥。
1876到1886年是傑羅尼莫生平最後的奮戰期，在此期間他三度投降，曾接受亞利桑那州阿帕契保留區的生活。保留區的生活限制了喜愛自由移動的阿帕契族人，他們對無法照著自己習慣的方式生活感到不滿。
1885年，傑羅尼莫第三度發難，逃出保留區，美國軍隊隨即追擊至墨西哥北部。1886年，他生平的最後一次投降是向查爾斯·貝爾·蓋特伍德中校投降，他是一位會講阿帕契族語的西點軍校畢業生，並在數年前贏得了傑羅尼莫的尊重。之後，傑羅尼莫被轉送到美墨邊界以北的骷髏峽谷，交給在那的納爾遜·邁爾斯將軍。邁爾斯將傑羅尼莫視為戰俘，並迅速將其轉送到鮑伊堡，在那將傑羅尼莫和另外27名阿帕契族人送上鐵路，運到佛羅里達州，和從前被放逐的那些奇里卡瓦部落族人住同一塊。
在他年老時，傑羅尼莫成為了一位名人。他出現在展覽會上，包括1904年在聖路易舉辦的世界博覽會，據說他一邊搭摩天輪一邊出售自己的紀念品和照片。但是，他不被允許回到他出生的地方。1909年，傑羅尼莫在錫爾堡的醫院逝世。他至死仍是一位戰俘。他被埋在印第安阿帕契人戰俘公墓，被親戚和其他阿帕契戰俘的墳墓包圍著。

## 評價
在1850到1886年間，傑羅尼莫和其他阿帕契族的領導者反覆地進行襲擊。由於傑羅尼莫的目的是為了報他家人被殺的仇，他在這段期間累積了任何同志都無法比擬的殘酷紀錄。他的戰鬥能耐延續了超過三十年，構築了他的主要形象特色。
在傑羅尼莫自己的奇里卡瓦部落中，許多人都對他抱有複雜的感情。他是個熟練、有才能的戰爭或襲擊領導人，因而受到敬重，但他不是很討人喜歡，在其他阿帕契人當中並不廣受歡迎。這主要是因為他拒絕對美國政府的要求讓步，導致一些阿帕契人很擔心美國人對傑羅尼莫的印第安民族主義的反應。然而，阿帕契人仍然對傑羅尼莫的「力量」感到敬畏，他在許多場合中向他們展示過。這些力量向其他阿帕契人表明，傑羅尼莫擁有天賜的超自然能力，他可以把它用在好的方面或壞的方面上。在其他阿帕契人的目擊證詞中，傑羅尼莫能夠察覺到距離遙遠的事件，而且是在事件發生當下。他還能預料到將來會發生的事件。此外他還展示過能夠治癒其他阿帕契人的力量。

## 军事用途

第501降落傘步兵團的徽章

### 伞兵
归功于1939年的关于杰罗尼莫的电影，美国伞兵部队形成了高喊“杰罗尼莫”以显示他们无惧于跳伞的传统。
另外，美國第501降落傘步兵團以傑羅尼莫作為他們的小隊標誌。

### 行动代号
911事件後，美軍亟欲捕殺主謀賓拉登，展開「傑羅尼莫行動」，最終於2011年5月擊斃本·拉登，結果卻引起原住民的不滿，認為是對傑羅尼莫這位傳奇般的戰士侮辱。据报，该行动之后被美國政府重命名为“海神之矛行动”。

## 流行文化中的傑羅尼莫
美國在1939年、1962年都有上映以傑羅尼莫為名的電影，其中於1993年各推出一部講述傑羅尼莫遭捕過程的電視電影以及一部有關他生平經歷的戲院電影。上述年份影片裡的傑羅尼莫則分別由維克特·丹尼爾斯（Victor Daniels）、查克·康納斯、韋斯·斯塔蒂、約瑟夫·朗寧福克斯（Joseph Runningfox）所演出。
手機遊戲《Fate/Grand Order》（2016年）作為從者出場，由江川央生擔任配音員。